# Мережа сонячних радіотелескопів
Мережа сонячних радіотелескопів (англ. Radio Solar Telescope Network, RSTN) — мережа сонячних обсерваторій, які обслуговуються та управляються 557-м метеорологічним крилом Бойового командування Повітряних сил США. Мережа складається з наземних обсерваторій в Австралії, Італії, Массачусетсі та на Гаваях.

## Історія
На початку 1960-х років стало зрозуміло, що певні явища космічної погоди можуть перешкодити американській меті відправки астронавтів на Місяць. Зокрема, випромінювані Сонцем електрично заряджені частинки могли викликати збурення в навколоземному середовищі та порушити супутниковий зв’язок.
Головним серед цих побоювань була можливість геомагнітної бурі сонячного походження. Дослідницька лабораторія ВПС США отримала завдання розробити мережу наземних сонячних обсерваторій. Вона створила всесвітню мережу станцій для моніторингу сонячної корони. Ця мережа під назвою Мережа сонячних радіотелескопів використовує смугу пропускання від 25 МГц до 85 МГц.
Прототип був зібраний та експлуатувався в сонячній радіообсерваторії Сагамор-Гілл на початку 1960-х років. Сонячна радіообсерваторія Сагамор-Гілл почала працювати як сонячний патруль у 1966 році. У жовтні 1978 року Геофізична лабораторія ВПС (нині Phillips Lab) передала управління обсерваторією 2-му загону 2-ї метеорологічної групи Агентства погоди ВПС США. Проте Phillips Lab продовжує працювати консультантом обсерваторії.

## Задачі
Завданням сонячних обсерваторій Мережі сонячних радіотелескопів є спостереження за сонячними спалахами, шумовими бурями та іншими викидами сонячної енергії та, за необхідності, сповіщення військового та цивільного персоналу, який займається космосом, погодою, електроенергією та зв’язком у різних країнах по всьому світу.

## Структура
Радіо- та оптична обсерваторії експлуатуються загонами 2-ї метеорологічної групи:
- Загін 1, Сонячна обсерваторія Лермонт, база Лермонт[en], Західна Австралія, Австралія
- Загін 2, Сонячна обсерваторія Сагамор-Гілл, Гамільтон, Массачусетс, США
- Загін 4, Авіабаза Голломан[en], Нью-Мексико, США
- Загін 5, Сонячна обсерваторія Каєна-Пойнт, Гаваї, США
- Сонячна обсерваторія Сан-Віто, Сан-Віто-деі-Норманні, Італія

Мережа сонячних радіотелескопів доповнюється радіотелескопом, який працює на частотах 25-1800 МГц в обсерваторії Пола Вайлда в Калгурі (Новий Південний Уельс, Австралія).